# Jacques Brel
Jacques Brel, född 8 april 1929 i Schaerbeek i Bryssel, död 9 oktober 1978 i Bobigny i Seine-Saint-Denis utanför Paris, var en fransktalande belgisk sångare, låtskrivare, skådespelare och regissör.

## Biografi

### Ungdom
Vid 15 års ålder lärde sig Brel att spela gitarr. Han hoppade av skolan tidigt och började istället arbeta på sin fars kartongfabrik, där han dock aldrig trivdes.

### Musikkarriär
1953 flyttade Brel till Paris för att börja sin musikaliska bana. Han framförde sina sånger på diverse klubbar och krogar runt om i staden. Han rörde sig mellan olika musikstilar; folkmusik, jazz och schlager för att nämna några. 
Hans första sång som blev känd för den allmänna publiken var Quand on n'a que l'amour (När man bara har kärlek) som han skrev 1956. Brel skrev nästan uteslutande på franska, men en av hans mest uppskattade sånger Marieke skrev han på flamländska 1961 då han också gjorde en nederländsk version av Ne me quitte pas; Laat me niet alleen.
Brel blev internationellt känd när två av hans sånger lanserades i amerikansk (mycket fri) översättning, som If You Go Away och Seasons in the Sun, av Rod McKuen 1964–1965. 
Brel turnerade flitigt och skrev många populära sånger, till exempel Ne me quitte pas (Lämna mig inte), Le plat pays (Det platta landet) och Amsterdam, fram till 1967, då han meddelade att det var slut på konserterna. Han ville då istället ägna sig åt film, och medverkade i några olika projekt, både som skådespelare och regissör. Inget av dem blev dock någon större succé.

### De sista åren
1975 seglade Brel till Marquesasöarna i Franska Polynesien, och landsteg på ön Hiva Oa. Där skrev han många nya sånger, bland annat Les Marquises som handlar just om söderhavsön. 1977 spelade han i Paris in sin sista skiva med sånger han skrivit på ön. 1978 avled han av lungcancer efter att ha rökt hela sitt liv. Han begravdes på Hiva Oa, några meter från konstnären Paul Gauguin.

## Utmärkelser
Asteroiden 3918 Brel är uppkallad efter honom.

## Diskografi
På grund av att Brels inspelningar givits ut i så många olika varianter, länder och format är det svårt att sammanställa en fullständig diskografi. Olika utgåvor kan dessutom i olika fall ha olika titlar. Den här diskografin innehåller bara Brels ursprungliga album, såsom de insamlats och återutgivits 23 september 2003 i Boîte à Bonbons, en CD-samling med 16 skivor, samt albumet Chansens Ou Versions Inédits de Jeunesse, som gavs ut för första gången i den samlingen. Titlarna nedan är samma titlar som används i CD-samlingen. I samband med 25-årsjubileet av Brels död gav Barclay Records ut Comme quand on était beau (2003), en DVD-samling i tre volymer med intervjuer och liveframträdanden, samt samlingsalbumet Infiniment (2004). Båda utgåvorna innehåller fem tidigare ej utgivna sånger som Brel skrev 1977: La Cathédrale, L'Amour est mort, Mai 40, Avec Élégance, och Sans Exigences.
Studioalbum
- Grand Jacques (1954)
- Quand on n'a que l'amour (1957)
- Au printemps (1958)
- La Valse à mille temps (1959)
- Marieke (1961)
- Les Bourgeois (1962)
- Les Bonbons (1966)
- Ces gens-là (1966)
- Jacques Brel 67 (1967)
- J'arrive (1968)
- L'Homme de la Mancha (1968)
- Ne me quitte pas (1972)
- Les Marquises (1977)

Livealbum
- Enregistrement Public à l'Olympia 1961 (1962)
- Enregistrement Public à l'Olympia 1964 (1964)

Samlingsalbum
- Boîte à Bonbons (2003)
- Infiniment (2003)
- Chansons ou Versions Inédites de Jeunesse (2003)
- Suivre L'Etoile (2013)

## Texter
Många av Brels sånger handlar om kärlek och ömhet, men också om den belgiska småborgerligheten, som han inte kunde stå ut med och flydde från.

## Musikteater
1968 samlades flera av Brels sånger i en musikteaterföreställning Off-Broadway; Jacques Brel Is Alive and Well and Living in Paris, med fyra sjungande skådespelare. I det formatet har Brelsånger därefter framförts i många länder, bland annat som Jacques Brel lever än! i Göteborg 1982 och Brel - en föreställning som går rakt in i hjärtat i Stockholm 1983, med Nina Gunke, Lars Humble, Tommy Körberg och Evabritt Strandberg. Körberg och Strandberg har sedan ofta framträtt som hängivna svenska Brel-tolkare, liksom stundom Jan Malmsjö och Rikard Wolff. Dansbandet Vikingarna var troligen först med att sjunga Brel på svenska 1974, Sommar varje dag; Brels Le Moribond i svensk översättning av Gert Lengstrand. Körberg var också tidig med att sjunga Brel på svenska: 1976, i revyn Svea Hund på Göta Lejon  där Hasseåtage omplacerat Brels sång Les Bourgeois i Stockholm; Vid Molins fontän.